# Ahmed ibn Abd al-Aziz
Prinz Ahmed bin Abdulaziz Al Saud (arabisch أحمد بن عبد العزيز آل سعود, DMG ʾAhmad b. ʿAbd al-ʿAzīz Āl Saʿūd; * 5. September 1942) ist der 38. Sohn Ibn Sauds und gehört, da seine Mutter Hussa Al Sudairi war, zu den sogenannten Sudairi-Sieben, den sieben Brüdern zu denen auch die Könige Fahd und Salman zählen.

## Leben
Als Prinz Ahmed elf Jahre alt war, starb sein Vater. Er wuchs größtenteils bei seiner Mutter und bei seinen älteren leiblichen Brüdern auf. Sein ältester leiblicher Bruder, der 2005 verstorbene König Fahd, war für den jungen Ahmed größtenteils der Vaterersatz. Prinz Ahmed verbrachte seine Schulzeit in Riad. 1962 verließ er Saudi-Arabien, um in den USA an der University of Redlands zu studieren. Am 26. Juli 1968 schloss Ahmed dort sein Studium der Verwaltung mit einem Diplom ab.
Im Juni 1971 wurde Ahmed von seinem älteren Halbbruder König Faisal zum Stellvertretenden Gouverneur der Region Mekka ernannt. Am 13. Oktober 1975 wurde  Ahmed von seinem Halbbruder König Khalid zum Stellvertretenden Innenminister ernannt. Nach dem Tod seines Bruders Naif wurde er am 18. Juni 2012 dessen Nachfolger als Innenminister und galt damit als Nummer drei im Staat hinter König Abdullah und Kronprinz Salman. Am 5. November 2012 wurde dann jedoch bekanntgegeben, dass Prinz Ahmed auf eigenen Wunsch hin vom Posten des Innenministers enthoben worden sei und Mohammed ibn Naif sein Nachfolger als Innenminister wird. Beobachtern zufolge ist es damit unwahrscheinlich geworden, dass Ahmed einmal König wird.
2017 gehörte er zu den 3 der 34 Mitglieder des Thronfolgerats, die gegen die Ernennung Mohammed bin Salmans zum Kronprinzen stimmten.
Im März 2020 wurde Ahmed sowie des Königs Neffe Mohammed bin Naif unter dem Vorwurf des Verrats (der angeblichen Vorbereitung eines Putsches zur Entmachtung des Königs und dessen Kronprinzen Mohammed bin Salman) auf Befehl eben dieses Prinzen festgenommen.

## Familie
Prinz Ahmed hat aus zwei Ehen insgesamt fünf Töchter und sieben Söhne. Sein Sohn Sultan wurde im Oktober 2019 zum saudischen Botschafter für Bahrain ernannt. Seine Tochter Mudhi ist mit dem saudischen Innenminister Abdulaziz bin Saud verheiratet.